# Meißelzahn-Lippfisch
Der Meißelzahn-Lippfisch (Pseudodax moluccanus) ist eine Fischart, die zu den Barschverwandten gehört. Er lebt im Roten Meer und im gesamten tropischen und subtropischen Indopazifik von Süd- und Ostafrika bis nach Japan, Australien (auch an der Südküste) und zu den Gesellschaftsinseln, den Marquesas und Tuamotu. Er lebt als Einzelgänger oder paarweise in Außenriffen in Tiefen bis 40 Metern.

## Merkmale

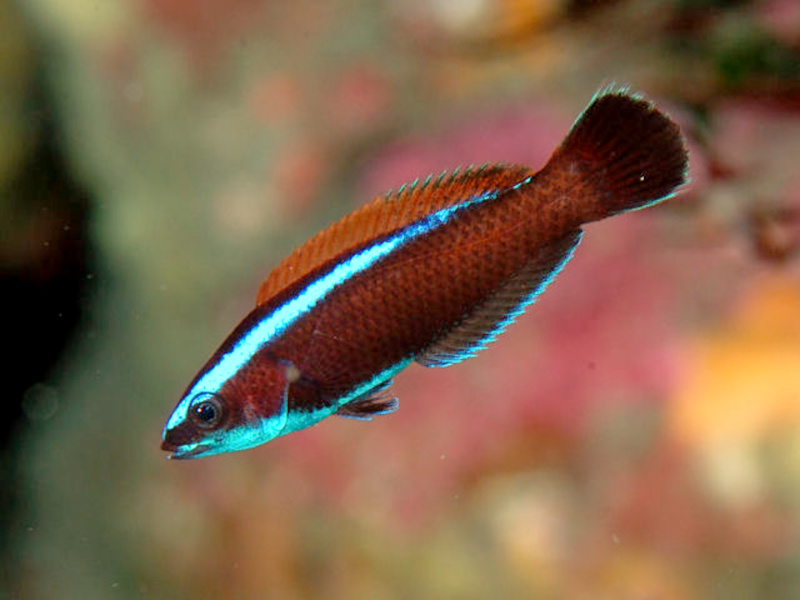
Jungfisch

Er unterscheidet sich durch seine außergewöhnliche, vorstehende Bezahnung von allen anderen Lippfischen. Seine Körperform ist schlank und schmal, ähnlich wie die der Anampses-Arten. Ausgewachsenen Tiere sind von brauner Grundfarbe, in der Mitte jeder Schuppe befindet sich ein dunkelbrauner Fleck. Die Oberseite des Vorderkörpers und die Rückenflosse sind orange. Rücken-, Bauch- und Afterflosse blau gesäumt. Die Schwanzflosse ist schwarz, mit einem breiten, senkrechten, gelben Band an der Wurzel. Die Brustflossen und die Oberlippe sind gelb, ein kleines blaues Längsband zieht sich von der Schnauzenspitze zur Unterkante des Kiemendeckels. Männchen und Weibchen sind gleich gefärbt. Die Rückenflosse hat elf harte Flossenstrahlen und zwölf weiche. Die Afterflosse drei harte und 14 weiche. Meißelzahn-Lippfische werden 25 bis 30 Zentimeter lang.
Juvenile Meißelzahn-Lippfische sind schlanker, hellblau mit einem breiten dunkeln Längsband. Sie ähneln den Putzerlippfischen und säubern wie diese auch andere Fische von Parasiten.
Erwachsene Tiere ernähren sich von kleinen, hartschaligen Wirbellosen.

## Systematik
Der Meißelzahn-Lippfisch weicht in seiner Bezahnung so stark von anderen Lippfischen ab, dass er in eine eigene Unterfamilie, die Pseudodacinae, gestellt wurde. Oft wurde auch eine Assoziation mit den Papageifischen angenommen, die ebenfalls starke, aber anders gebaute Zähne haben. Phylogenetische Untersuchungen stellen ihn als basales Mitglied zu den Zahnlippfischen (Hypseginyae).